# Zala Łancet-3
Zala Łancet-3 (ros. ZALA «Ланцет-3») – bojowy, bezzałogowy statek powietrzny (UAV – ang. Unmanned Aerial Vehicle) opracowany przez przedsiębiorstwo Zala Aero Group na potrzeby Sił Zbrojnych Federacji Rosyjskiej. W zależności od przenoszonego wyposażenia może być użyty do zadań rozpoznawczych lub jako amunicja krążąca do zwalczania celów lądowych, morskich, powietrznych lub siły żywej.

## Historia
Łancet-3 został opracowany przez Zala Aero, która jest częścią grupy koncernu Kałasznikow. Stanowi rozwinięcie wcześniejszej konstrukcji Zala Kub-BLA. W nowej konstrukcji zmieniono całkowicie układ aerodynamiczny, znacznie powiększono wymiary oraz masę przenoszonego ładunku bojowego. Po poprzedniku odziedziczył system startowy w postaci katapulty.
Pierwsza publiczna prezentacja nowej konstrukcji miała miejsce w czerwcu 2019 roku podczas wystawy wojskowej Armja-2019. Łancet-3, jako wielozadaniowa amunicja krążąca, jest zdolny do autonomicznego wyszukiwania i atakowania celów. Może niszczyć sprzęt naziemny i inne obiekty na froncie i na zapleczu przeciwnika. W konstrukcji zastosowano budowę modułową co umożliwia dostosowanie go do bieżących typów zadań. Dzięki temu może być używany zarówno do misji bojowych jak i rozpoznawczych. Informacje udostępnione przez producenta mówią też o przewidywanym zastosowaniu Łancet-3 do zwalczania dronów przeciwnika, co ma być alternatywną i tanią formą ich niszczenia. W przypadku działań ukierunkowanych przeciwko wrogim dronom Łancet-3 ma mieć możliwość walki z użyciem taktyki roju, kontrolującego obszar ok. 30 km². Pojawiające się w mediach informacje sugerują, że planowane jest zastosowanie Łanceta do zwalczania dronów uderzeniowych Bayraktar TB2.
Na podstawie doświadczeń z użycia dronów podczas wojny domowej w Syrii, w Libii i Górskim Karabachu opracowano zmodyfikowaną wersję drona. W odróżnieniu od poprzednika zmniejszeniu uległy wymiary tylnej powierzchni nośnej. Ma to poprawić manewrowość drona oraz zwiększyć skuteczność ataku. Opracowana modyfikacja utrudnia jego wykrycie wizualne lub przez radar. Zmodyfikowana wersja otrzymała oznaczenie Łancet-3M.
W grudniu 2021 roku producent zaprezentował nagranie przedstawiające start drona z pokładu łodzi. Obecnie prowadzone są prace rozwojowe konstrukcji mające na celu zastosowanie silnika spalinowego lub hybrydowego. Producent spodziewa się, że wydłuży to czas lotu do 12 godzin w przypadku pierwszego rozwiązania i do 20 godzin w przypadku drugiego. Wersja z silnikiem hybrydowym jest przedstawiana w mediach jako Łancet-421.
Szacuje się, że koszt produkcji Łacet-3 wynosi 3 mln RUB, równowarte ok. 34 tys. USD (według kursu z dnia 28.07.2023).
W listopadzie 2022 r. podano informacje o stworzeniu zmodyfikowanego Łanceta-3 zdolnego do przenoszenia głowicy bojowej o masie 5 kg. Ta wersja jest określana w doniesieniach jako „Produkt 51” (ros. «Изделие 51»).
Zachodnie media, na podstawie doniesień TASS, podają, że Łancet przez wywiady państw NATO jest oceniany jako broń trudna do zwalczania i skuteczna. Z uwagi na duże zapotrzebowanie armii Federacji Rosyjskiej nie jest oferowany odbiorcom zagranicznym.

## Użycie bojowe
Od 2020 r. Łancety znajdowały się na wyposażeniu rosyjskich jednostek stacjonujących na terenie Syrii. W kwietniu 2021 roku Łanciety były stosowane podczas syryjskiej wojny domowej przez wojsko rosyjskie do atakowania bojowników w prowincji Idlib. Przeprowadzono ataki na pojazdy bojowe w ruchu, stanowiska ogniowe artylerii i umocnione punkty bojowe. Na wojnie Rosji z Ukrainą skutecznie razi Siły Zbrojne Ukrainy i jest często używany.
Doświadczenia bojowe z dotychczasowego użycia wykazały, że Łancet-3 ma trudności z atakowaniem celów znajdujących się w ruchu. Również w przypadku ataku na cele znajdujące się pod drzewami dochodziło do detonacji głowicy bojowej w ich koronach. Niewielka masa głowicy bojowej nie pozwalała w niektórych przypadkach na zniszczenie celu. Celami atakowanymi w pierwszej kolejności przez operatorów Łanceta jest ukraińska artyleria holowana i samobieżna, wyrzutnie rakiet ziemia-powietrze, systemy obrony przeciwlotniczej oraz mobilne stacje radarowe. Wśród zniszczonych celów znalazła się również radiowa stacja przekaźnikowa używana do kontrolowania dronów Bayraktar TB2.
W 2023 r. prowadzono prace rozwojowe, i powstały nowe głowice bojowe, cięższe i skuteczniejsze. BSP może być wyposażony w głowicę kumulacyjną lub głowicę termobaryczną Szmiel-M. 
Strona ukraińska ocenia skuteczność ataków z użyciem drona na 25−30%. Za jego pomocą został zniszczone wartościowe cele tj. Leopard 2, AHS Krab czy S-300. Prezentowane w sieci filmy przedstawiają również wiele ataków na artylerię holowaną, jednakże w przypadku tych celów skuteczność jest trudna do oceny.

## Konstrukcja

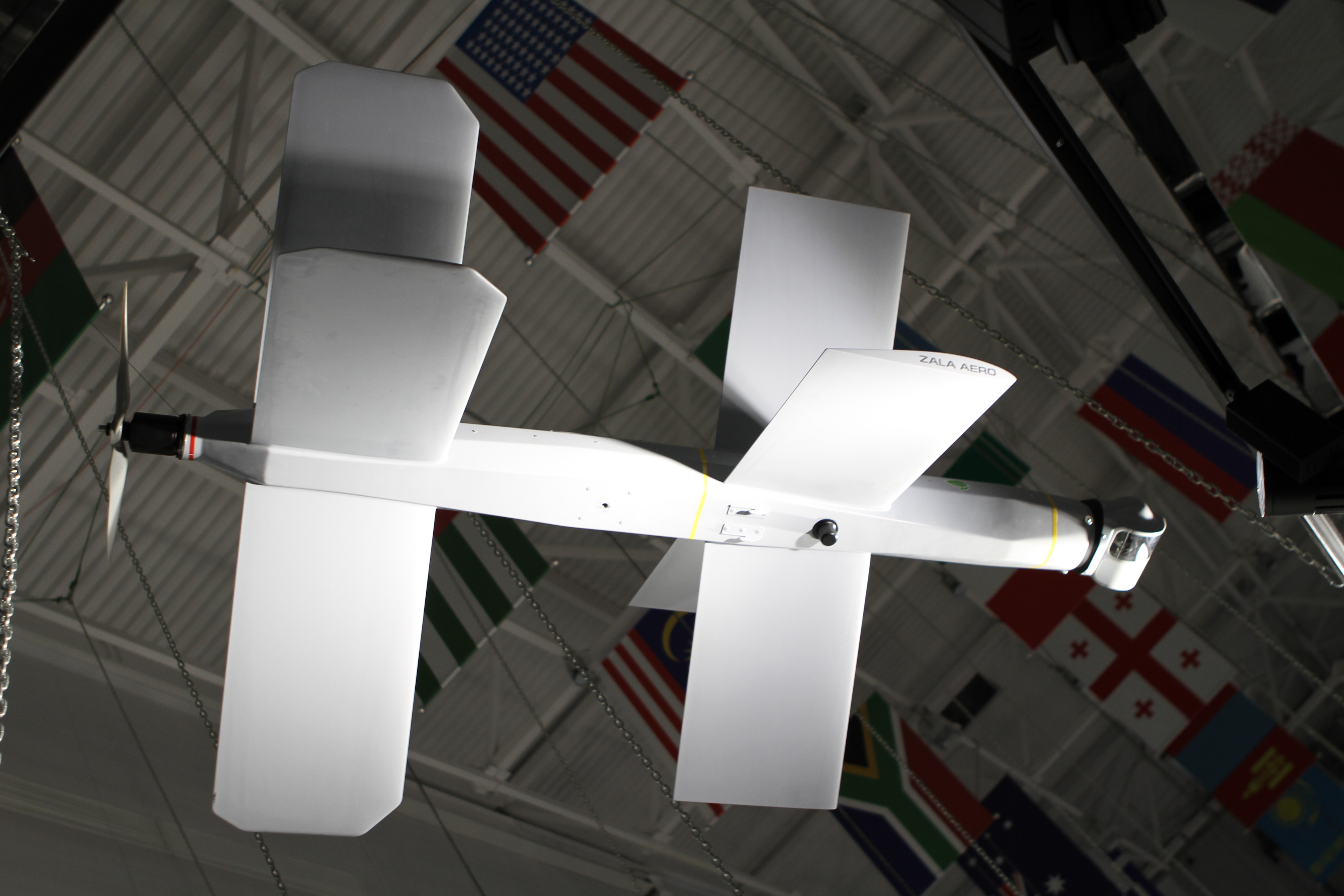
ZALA Łancet-3

Łancet-3 jest zbudowany z wykorzystaniem układu aerodynamicznego pary powierzchni nośnych w kształcie litery X. Płaty (rozpiętość 100 cm) są montowane do kadłuba (długość 165 cm) bezpośrednio przed startem, który odbywa się z wykorzystaniem pneumatycznej katapulty. Kadłub drona ma budowę modułową, co umożliwia dostosowywanie go do wykonywania bieżącego typu zadania. W przedniej części kadłuba znajduje się głowica obserwacyjna, za nią znajduje się przedział na głowicę bojową lub ładunek użyteczny. Na końcu znajduje się przedział silnikowy. Dron jest wyposażony w silnik elektryczny napędzający dwułopatowe śmigło. W konstrukcji zastosowano tworzywa sztuczne oraz kompozyty, co przyczyniło się do zmniejszenia masy własnej drona. W konfiguracji bojowej ta broń może być uzbrojona w głowicę odłamkowo-burzącą, jak i kumulacyjną. W trybie rozpoznawczym możliwe jest zastosowanie głowic z kamerami pracującymi w podczerwieni i świetle widzialnym, wskaźnikiem laserowym czy też dalmierzem. Moduły: rozpoznawczy, nawigacyjny i komunikacyjny pozwalają na wykrycie i identyfikację celu oraz przekazanie danych innym dronom. Kanał komunikacyjny pozwala również na przekazywanie obrazu telewizyjnego operatorowi w trybie rzeczywistym, co umożliwia przeprowadzanie precyzyjnego ataku.
Konstrukcja broni umożliwia mu przyspieszenie w momencie pościgu lub ataku do prędkości 300 km/h. W materiałach producenta pojawiła się informacja, że dron jest zabezpieczony przed działaniem zakłócenia laserowego. Szczegóły tego rozwiązania nie są znane.
Głowicę bojową stanowi trzykilogramowy ładunek burząco-kumulacyjny KZ-6, który może pokonać 215 mm stali pancernej. Dron nie ma możliwości rozbrojenia głowicy bojowej i lądowania. W przypadku nieodnalezienia celu musi ulec autodestrukcji. Konstrukcja głowicy umożliwia jej detonację nad celem, co zwiększa skuteczność ataku przeciwko nieopancerzonym celom, jak lekkie pojazdy lub skupiska siły żywej.

## Odnośniki zewnętrzne
- Russia's loitering munition Lancet-3 in 60 seconds, dostęp: 2022-11-02,
- Lancet Kamikaze Drone Equipped a Built-in Warhead to be Completely Destroyed Upon Impact, dostęp: 2022-11-02,
- Russian Kamikaze Drones used against NATO's terrorists in Syria, dostęp: 2022-11-02,
- Nowe uderzenie drona Lancet w systemie obrony powietrznej S-300 Ukrainy, dostęp: 2022-11-02.
- https://hi-news.ru/eto-interesno/bespilotniki-kamikadze-kub-i-lancet-smertonosnoe-oruzhie-xxi-veka.html